# Lieja-Bastoña-Lieja 2018
La 104.ª edición de la clásica ciclista Lieja-Bastoña-Lieja se celebró en Bélgica el 22 de abril de 2018 sobre un recorrido de 258 kilómetros con inicio en la ciudad de Lieja y final en el municipio de Ans.
La carrera además de ser la tercera y última de la clásica de las Ardenas, hizo parte del UCI WorldTour 2018, siendo la decimoctava competición del calendario de máxima categoría mundial.
La carrera fue ganada por el corredor luxemburgués Bob Jungels del equipo Quick-Step Floors, en segundo lugar Michael Woods (EF Education First-Drapac) y en tercer lugar Romain Bardet (Ag2r La Mondiale).

## Recorrido
El recorrido fue muy similar a la edición anterior pero suprimiendo la Côte de la Roche-en-Ardenne y adicionando las nuevas cotas de Côte de Bonnerue y la Côte de Mont-Le-Soie. El recorrido inició en el municipio francófono de Lieja en Bélgica, muy cerca de las fronteras con Alemania y Países Bajos, siguiendo un recorrido con 11 cotas a través de toda la provincia de Lieja y finalizando en la municipalidad de Ans.
| Cotas de la carrera |                              |              |                 |           |
| Número              | Nombre                       | Longitud (m) | Pendiente media | Kilómetro |
| ------------------- | ---------------------------- | ------------ | --------------- | --------- |
| 1                   | Côte de Bonnerue             | 2400         | 5,2 %           | 72        |
| 2                   | Côte de Saint-Roch           | 1000         | 11,2 %          | 109       |
| 3                   | Côte de Mont-Le-Soie         | 4000         | 6,1 %           | 152       |
| 4                   | Côte de Pont                 | 1000         | 10,5 %          | 168       |
| 5                   | Côte de Bellevaux            | 6800         | 1,1 %           | 172       |
| 6                   | Côte de la Ferme Libert      | 1200         | 12,1 %          | 180       |
| 7                   | Col du Rosier                | 4400         | 5,9 %           | 198       |
| 8                   | Côte du Maquisard            | 2500         | 5 %             | 211       |
| 9                   | Côte de La Redoute           | 2000         | 8,9 %           | 222,5     |
| 10                  | Côte de la Roche aux faucons | 1300         | 11 %            | 239       |
| 11                  | Côte de Saint-Nicolas        | 1200         | 8,6 %           | 253,5     |

## Equipos participantes
Tomaron parte en la carrera 25 equipos: 18 de categoría UCI WorldTour 2018 invitados por la organización; 7 de categoría Profesional Continental. Formando así un pelotón de 175 ciclistas de los que acabaron 132. Los equipos participantes fueron:
| WorldTeams (18)- Bahrain-Merida - Trek-Segafredo - EF Education First-Drapac p/b Cannondale - Team Sunweb - Lotto NL-Jumbo - Astana - BMC Racing Team - Katusha-Alpecin - Bora-Hansgrohe - Quick-Step Floors - Movistar Team - Mitchelton-Scott - Groupama-FDJ - Dimension Data - Lotto Soudal - AG2R La Mondiale - Sky - UAE Team Emirates Equipos continentales profesionales (7)- Fortuneo-Samsic - Aqua Blue Sport - WB-Aqua Protect-Veranclassic - Wanty-Groupe Gobert - Direct Énergie - Cofidis, Solutions Crédits - Sport Vlaanderen-Baloise |
| |

## Clasificaciones finales
- Las clasificaciones finalizaron de la siguiente forma:[6]

### Clasificación general
| \| Clasificación general \| Clasificación general \| Clasificación general \| Clasificación general \| Clasificación general \| \| Ciclista \| Ciclista \| Equipo \| Tiempo \| \| \| --------------------- \| --------------------- \| -------------------------- \| --------------------- \| --------------------- \| \| 1.º \| Bob Jungels \| Quick-Step Floors \| 6 h 24 min 44 s \| \| \| 2.º \| Michael Woods \| EF Education First-Drapac \| + 37 s \| \| \| 3.º \| Romain Bardet \| AG2R La Mondiale \| + 37 s \| \| \| 4.º \| Julian Alaphilippe \| Quick-Step Floors \| + 39 s \| \| \| 5.º \| Domenico Pozzovivo \| Bahrain-Merida \| + 39 s \| \| \| 6.º \| Enrico Gasparotto \| Bahrain-Merida \| + 39 s \| \| \| 7.º \| Davide Formolo \| Bora-Hansgrohe \| + 39 s \| \| \| 8.º \| Roman Kreuziger \| Mitchelton-Scott \| + 39 s \| \| \| 9.º \| Sergio Luis Henao \| Team Sky \| + 39 s \| \| \| 10.º \| Jakob Fuglsang \| Astana \| + 39 s \| \| \| 11.º \| Jelle Vanendert \| Lotto-Soudal \| + 45 s \| \| \| 12.º \| Sam Oomen \| Team Sunweb \| + 48 s \| \| \| 13.º \| Alejandro Valverde \| Movistar Team \| + 51 s \| \| \| 14.º \| Jack Haig \| Mitchelton-Scott \| + 1 min 06 s \| \| \| 15.º \| Tom Dumoulin \| Team Sunweb \| + 1 min 24 s \| \| \| 16.º \| Tim Wellens \| Lotto-Soudal \| + 1 min 44 s \| \| \| 17.º \| Jesús Herrada \| Cofidis, Solutions Crédits \| + 2 min 08 s \| \| \| 18.º \| Daniel Martin \| UAE Team Emirates \| + 2 min 41 s \| \| \| 19.º \| Michael Valgren \| Astana \| + 2 min 50 s \| \| \| 20.º \| Dylan Teuns \| BMC Racing Team \| + 2 min 53 s \| \| |                    |                            |                 |
| |                    |                            |                 |
| Fuente: ProCyclingStats |                    |                            |                 |
| Clasificación general |                    |                            |                 |
| Ciclista | Ciclista           | Equipo                     | Tiempo          |
| 1.º | Bob Jungels        | Quick-Step Floors          | 6 h 24 min 44 s |
| 2.º | Michael Woods      | EF Education First-Drapac  | + 37 s          |
| 3.º | Romain Bardet      | AG2R La Mondiale           | + 37 s          |
| 4.º | Julian Alaphilippe | Quick-Step Floors          | + 39 s          |
| 5.º | Domenico Pozzovivo | Bahrain-Merida             | + 39 s          |
| 6.º | Enrico Gasparotto  | Bahrain-Merida             | + 39 s          |
| 7.º | Davide Formolo     | Bora-Hansgrohe             | + 39 s          |
| 8.º | Roman Kreuziger    | Mitchelton-Scott           | + 39 s          |
| 9.º | Sergio Luis Henao  | Team Sky                   | + 39 s          |
| 10.º | Jakob Fuglsang     | Astana                     | + 39 s          |
| 11.º | Jelle Vanendert    | Lotto-Soudal               | + 45 s          |
| 12.º | Sam Oomen          | Team Sunweb                | + 48 s          |
| 13.º | Alejandro Valverde | Movistar Team              | + 51 s          |
| 14.º | Jack Haig          | Mitchelton-Scott           | + 1 min 06 s    |
| 15.º | Tom Dumoulin       | Team Sunweb                | + 1 min 24 s    |
| 16.º | Tim Wellens        | Lotto-Soudal               | + 1 min 44 s    |
| 17.º | Jesús Herrada      | Cofidis, Solutions Crédits | + 2 min 08 s    |
| 18.º | Daniel Martin      | UAE Team Emirates          | + 2 min 41 s    |
| 19.º | Michael Valgren    | Astana                     | + 2 min 50 s    |
| 20.º | Dylan Teuns        | BMC Racing Team            | + 2 min 53 s    |

## Ciclistas participantes y posiciones finales
Convenciones:
- AB-N: Abandono en la etapa N
- FLT-N: Retiro por llegada fuera del límite de tiempo en la etapa N
- NTS-N: No tomó la salida para la etapa N
- DES-N: Descalificado o expulsado en la etapa N

## UCI World Ranking
La Lieja-Bastoña-Lieja otorga puntos para el UCI WorldTour 2018 y el UCI World Ranking, este último para corredores de los equipos en las categorías UCI WorldTeam, Profesional Continental y Equipos Continentales. Las siguientes tablas muestran el baremo de puntuación y los 10 corredores que obtuvieron más puntos:
| Posición   | 1.º | 2.º | 3.º | 4.º | 5.º | 6.º | 7.º | 8.º | 9.º | 10.º | 11.º | 12.º | 13.º | 14.º | 15.º | 16.º-20.º | 21.º-30.º | 31.º-50.º | 51.º-55.º | 56.º-60.º |
| Puntuación | 500 | 400 | 325 | 275 | 225 | 175 | 150 | 125 | 100 | 85   | 70   | 60   | 50   | 40   | 35   | 30        | 20        | 10        | 5         | 3         |

| Clasificación |                    |                           |        |
| Posición      | Ciclista           | Equipo                    | Puntos |
| ------------- | ------------------ | ------------------------- | ------ |
| 1.º           | Bob Jungels        | Quick-Step Floors         | 500    |
| 2.º           | Michael Woods      | EF Education First-Drapac | 400    |
| 3.º           | Romain Bardet      | Ag2r La Mondiale          | 325    |
| 4.º           | Julian Alaphilippe | Quick-Step Floors         | 275    |
| 5.º           | Domenico Pozzovivo | Bahrain Merida            | 225    |
| 6.º           | Enrico Gasparotto  | Bahrain Merida            | 175    |
| 7.º           | Davide Formolo     | Bora-Hansgrohe            | 150    |
| 8.º           | Roman Kreuziger    | Mitchelton-Scott          | 125    |
| 9.º           | Sergio Luis Henao  | Sky                       | 100    |
| 10.º          | Jakob Fuglsang     | Astana                    | 85     |